# Prix du public du Festival de Saint-Sébastien
Pour les articles homonymes, voir Prix du public.
Le Prix du public (espagnol : Premio del Público ; basque :) est un prix remis à la suite d'un vote populaire au cours du Festival de Saint-Sébastien.
Les films en compétition pour ce prix sont projetés dans la salle Zabaltegi dans la section « Perles » qui rassemble les films les plus remarquables parmi ceux présentés dans d'autres festivals de l'année. Le prix est assorti d'une dotation en espèces (environ 70 000 euros) pour l'importateur espagnol du film primé.
Un deuxième prix (avec une dotation d'environ 35 000 euros) pour la production cinématographique en Europe ayant eu la plus forte fréquentation.

## Palmarès

### Prix du public
| Année | Film                                            | Titre original                                                    | Réalisateur                            | Pays                                              |
| ----- | ----------------------------------------------- | ----------------------------------------------------------------- | -------------------------------------- | ------------------------------------------------- |
| 1998  | Central do Brasil                               |                                                                   | Walter Salles                          | Brésil - France                                   |
| 1999  | Ça commence aujourd'hui                         |                                                                   | Bertrand Tavernier                     | France                                            |
| 2000  | Nationale 7                                     |                                                                   | Jean-Pierre Sinapi                     | France                                            |
| 2001  | No Man's Land                                   |                                                                   | Danis Tanović                          | Bosnie-Herzégovine - Slovénie - Belgique - France |
| 2002  | Bowling for Columbine                           |                                                                   | Michael Moore                          | États-Unis                                        |
| 2003  | Printemps, été, automne, hiver… et printemps    | 봄 여름 가을 겨울 그리고 봄, Bom yeoreum gaeul gyeoul geurigo bom | Kim Ki-duk                             | Corée du Sud                                      |
| 2004  | Carnets de voyage                               | Diarios de motocicleta                                            | Walter Salles                          | Argentine - Chili - Pérou - France                |
| 2005  | Holy Lola                                       |                                                                   | Bertrand Tavernier                     | France                                            |
| 2006  | Little Miss Sunshine                            |                                                                   | Jonathan Dayton et Valerie Faris       | États-Unis                                        |
| 2007  | Caramel                                         | سكر بنات, Sukkar banat                                            | Nadine Labaki                          | Liban                                             |
| 2008  | Burn After Reading                              |                                                                   | Joel et Ethan Coen                     | États-Unis                                        |
| 2009  | Precious                                        | Precious: Based on the Novel "Push" by Sapphire                   | Lee Daniels                            | États-Unis                                        |
| 2010  | Le Monde de Barney                              | Barney's Version                                                  | Richard J. Lewis                       | Canada                                            |
| 2011  | The Artist                                      |                                                                   | Michel Hazanavicius                    | France                                            |
| 2012  | The Sessions                                    |                                                                   | Ben Lewin                              | États-Unis                                        |
| 2013  | Tel père, tel fils                              | そして父になる, Soshite chichi ni naru                            | Kore-eda Hirokazu                      | Japon                                             |
| 2014  | Le Sel de la Terre                              | The Salt of the Earth                                             | Wim Wenders et Juliano Ribeiro Salgado | Brésil - France - Italie                          |
| 2015  | Kamakura Diary                                  | 海街diary, Umimachi Diary                                         | Kore-eda Hirokazu                      | Japon                                             |
| 2016  | Moi, Daniel Blake                               | I, Daniel Blake                                                   | Ken Loach                              | Royaume-Uni - France                              |
| 2017  | Three Billboards : Les Panneaux de la vengeance | Three Billboards Outside Ebbing, Missouri                         | Martin McDonagh                        | Royaume-Uni - États-Unis                          |
| 2018  | Another Day of Life                             |                                                                   | Raúl de la Fuente et Damian Nenow      | Espagne - Pologne - Belgique - Allemagne          |
| 2019  | Hors normes                                     |                                                                   | Olivier Nakache et Éric Toledano       | France                                            |
| 2020  | The Father                                      |                                                                   | Florian Zeller                         | France - Royaume-Uni - États-Unis                 |
| 2021  | Petite Maman                                    |                                                                   | Céline Sciamma                         | France                                            |

### Prix du film européen
| Année | Film                                          | Titre original                                    | Réalisateur                           | Pays                                                |
| ----- | --------------------------------------------- | ------------------------------------------------- | ------------------------------------- | --------------------------------------------------- |
| 2007  | Le Scaphandre et le Papillon                  |                                                   | Julian Schnabel                       | France - États-Unis                                 |
| 2008  | Les Citronniers                               | شجرة ليمون, Shajarat Limoun ; עץ לימון, Etz Limon | Eran Riklis                           | Israël - Allemagne - France                         |
| 2009  | Fleur du désert                               | Desert Flower                                     | Sherry Hormann                        | Royaume-Uni - Allemagne                             |
| 2010  | How Much Does Your Building Weigh, Mr Foster? |                                                   | Norberto López Amado et Carlos Carcas | Royaume-Uni - Espagne                               |
| 2011  | Et maintenant, on va où ?                     | وهلّأ لوين؟                                        | Nadine Labaki                         | France - Liban - Égypte - Italie                    |
| 2012  | La Part des anges                             | The Angels' Share                                 | Ken Loach                             | France - Royaume-Uni                                |
| 2013  | Il était temps                                | About Time                                        | Richard Curtis                        | Royaume-Uni                                         |
| 2014  | Les Nouveaux Sauvages                         | Relatos salvajes                                  | Damián Szifron                        | Argentine - Espagne                                 |
| 2015  | Au-delà des montagnes                         | 山河故人, Shan He Gu Ren                          | Jia Zhangke                           | Chine - France - Japon                              |
| 2016  | Ma vie de Courgette                           |                                                   | Claude Barras                         | Suisse - France                                     |
| 2017  | Jusqu'à la garde                              |                                                   | Xavier Legrand                        | France                                              |
| 2018  | Girl                                          |                                                   | Lukas Dhont                           | Belgique - Pays-Bas                                 |
| 2019  | Sorry We Missed You                           |                                                   | Ken Loach                             | Royaume-Uni - France - Allemagne                    |
| 2020  | El agente topo                                |                                                   | Maite Alberdi                         | Chili - États-Unis - Allemagne - Pays-Bas - Espagne |
| 2021  | Ouistreham                                    |                                                   | Emmanuel Carrère                      | France                                              |